# Dorota Idzi
Dorota Stanisława Idzi (* 8. Mai 1966 in Ścinawka Średnia als Dorota Stanisława Nowak) ist eine polnische Moderne Fünfkämpferin. Mit 16 Titelgewinnen und acht weiteren Medaillen bei Weltmeisterschaften ist sie die erfolgreichste Athletin ihrer Sportart.

## Leben und Karriere
Ihren ersten internationalen Erfolg feierte Idzi im Jahr 1985, als sie mit der polnischen Mannschaft bei der Weltmeisterschaft im kanadischen Montreal die Goldmedaille gewann. Letzter Karriereerfolg war der Titelgewinn mit der Mannschaft bei der Weltmeisterschaft 2000 im italienischen Pesaro. Insgesamt gewann Idzi 16 Weltmeistertitel, daneben dreimal Silber und viermal Bronze; lediglich fünf dieser Medaillen, darunter einen Titel, konnte die Polin im Einzel erreichen. Zwischen 1989 und 1999 gewann Idzi außerdem sechs Europameistertitel sowie vier Silber- und zwei Bronzemedaillen bei diesen Meisterschaften. Bei polnischen Meisterschaften konnte sie fünfmal den Titel gewinnen (1988, 1989, 1993, 1995, 2000), außerdem wurde sie dreimal nationale Vizemeisterin und gewann fünf Bronzemedaillen. Als im Jahr 2000 bei den Olympischen Sommerspielen im australischen Sydney erstmals Medaillen im Modernen Fünfkampf vergeben wurden, belegte die 170 cm große und 57 kg schwere Athletin zum Karriereende lediglich den 16. Platz unter 24 Teilnehmerinnen.
Im August 1995 wurde Idzi mit dem Verdienstkreuz der Republik Polen ausgezeichnet, im Mai 2001 wurde ihr der Orden Polonia Restituta verliehen.